# Le Sopha, conte moral
Le Sopha, conte moral est un conte français de Claude Prosper Jolyot de Crébillon dit « Crébillon fils », rédigé en 1737, paru dans une édition clandestine en 1740, et publié au début de février 1742.

## Argument
Le conte adopte un récit cadre oriental qui renvoie aux Mille et une nuits et s’affirme comme une réflexion sur les aléas du désir et de l’amour. Le narrateur, Amanzéï, est transformé en sopha et ne retrouvera sa forme humaine que « quand deux personnes se donneraient mutuellement et sur [lui] leurs prémices ». À l’intention du sultan Schah-Baham, qui s’ennuie, et de la sultane, il raconte les scènes dont il a été le témoin en faisant défiler sept couples. Le dernier, formé de deux adolescents (Zéïnis et Phéléas) dont les jeunes cœurs jouissent innocemment du plaisir qu’ils se donnent, remplit la condition permettant de le libérer.
La virtuosité de Crébillon consiste à broder à l’infini sur le même thème sans jamais répéter exactement les mêmes notes. Les différents épisodes – dont le plus long (9 chapitres) est celui de Zulica – de ce roman qui « conjugue vitriolage psychologique, satire politique et mise en abyme des pouvoirs de la fiction et du langage », sont autant d’occasions de ridiculiser l’hypocrisie sous ses différentes formes (respectabilité mondaine, vertu, dévotion).

## Histoire
Le Sopha circulait déjà sous le manteau bien avant sa publication officielle en 1742, nonobstant les défenses qui lui avaient été faites. Après sa publication, l’auteur est exilé par le cardinal de Fleury à 30 lieues de Paris le 7 avril 1742 en raison du cynisme de l’ouvrage et de son libertinage, mais surtout parce que certains croient reconnaître Louis XV dans le personnage ridicule et amusant du sultan Schah-Baham. Crébillon prit alors le chemin de l’Angleterre, sans en informer son père qui demanda de ses nouvelles au chancelier d’Aguesseau, qui lui répondit le 31 mai. Crébillon parvint à faire valoir pour sa défense que l’ouvrage aurait été commandé par Frédéric II de Prusse et n’aurait été publié qu’à la suite d’une indiscrétion et contre sa volonté. Rappelé le 22 juillet, il s’empressa de rentrer en France.

## Réception

Le Mariage à la mode 4 : la Toilette de Hogarth. On y voit le Sopha dans un coin du canapé, à droite.

Avec le Sopha, Crébillon obtint un nouveau succès de scandale. Lorsqu’il fut introduit auprès du public anglais par Lord Chesterfield, qui avait donné les trois cents exemplaires, que lui avait envoyés Crébillon, à vendre chez l’éditeur White (en), le succès en fut énorme ; Walpole lui-même le trouva admirable. Hogarth a trouvé le moyen de le représenter dans son Marriage A-la-Mode (1743-1745), enfoncé dans un coin du canapé. Le Sopha a eu une influence sur les Bijoux indiscrets de Diderot, où la bague de Mangogul joue le même rôle d’objet voyeur que le sopha crébillonien, et les Liaisons dangereuses de Laclos où Mme de Merteuil lit un chapitre du Sopha pour se disposer à la venue de Belleroche.